# María Emilia Caballero
María Emilia Caballero Acosta (México, siglo XX) es una matemática mexicana especializada en teoría de la probabilidad, incluidos los procesos de Lévy, los procesos de ramificación, los procesos de Márkov y las representaciones de Lamperti (una relación exponencial entre los procesos de Márkov y los procesos de Lévy). Es profesora de la Facultad de Ciencias e Investigadora del Instituto de Ciencias de la Universidad Nacional Autónoma de México (UNAM).

## Biografía
Después de realizar sus estudios de pregrado en la Universidad Nacional Autónoma de México, Caballero fue a la Universidad Pierre y Marie Curie en Francia para realizar estudios de posgrado en matemáticas. Completó su doctorado en 1973, con la disertación Quelques proprietes en theorie du potentiel en teoría potencial, supervisada conjuntamente por Marcel Brelot y Paul Malliavin. Su interés en la teoría de la probabilidad se desarrolló a partir de este trabajo y la teoría probabilística del potencial.
En 1964 había comenzó a trabajar como profesora adjunta en la Escuela Nacional Preparatoria y como asistente en la Facultad de Ciencias de la UNAM. Al completar su doctorado en 1973, asumió su cargo actual en el Instituto de Matemáticas.

## Reconocimientos
Caballero es miembro de la Academia Mexicana de Ciencias. Ganó la Medalla Juana de Asbaje de la UNAM en 2004. En 2012 ganó el Premio Universidad Nacional de la UNAM, siendo la primera mujer del Instituto de Matemáticas en ganar este premio.